# Mosze Sneh

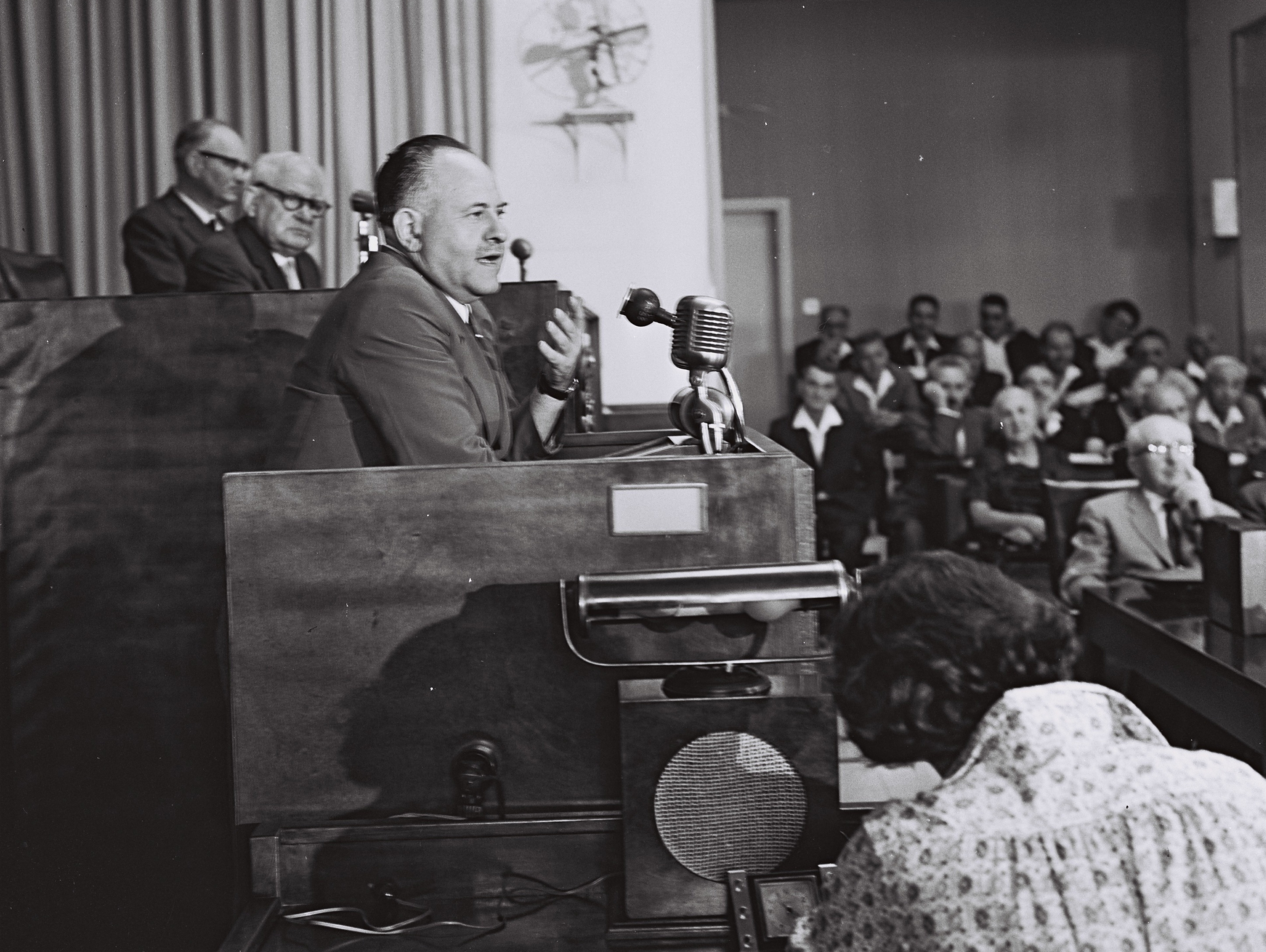
Mosze Sneh przemawiający w Knesecie (1961)

Mosze Sneh, Mosze Sene właśc. Mosze Kleinbaum (ur. 6 stycznia 1909 w Radzyniu Podlaskim, zm. 1 marca 1972) – izraelski polityk, współzałożyciel Mapam, od 1954 działacz partii Maki. Jeden z liderów rozłamu politycznego w 1965. Z wykształcenia lekarz.

## Życiorys
Urodził się w rodzinie Szymona i Ewy z Lichtensteinów. Po ukończeniu w 1926 gimnazjum państwowego im. ks. A. Czartoryskiego w Puławach, studiował na Wydziale Botanicznym, Matematycznym i Medycznym na Uniwersytecie Warszawskim. Podczas studiów należał do syjonistycznej organizacji Yardinia, od 1926 stał na jej czele, w późniejszym czasie przewodniczył Unii Żydowskich Studentów Medycyny. W 1932 wybrano go do Komitetu Centralnego Syjonistycznej Federacji w Polsce, gdzie przewodził frakcji radykalnej. Od 1931 był redaktorem gazety żydowskiej „Nowe Słowo”, a od 1933 redagował również gazetę o tematyce politycznej „Ha Yanet”. W 1935 ukończył studia i wstąpił do Komitetu Wykonawczego Związku Syjonistów. Pomiędzy 1935 a 1939 prowadził praktykę lekarską, był również lekarzem wojskowym. Po wybuchu II wojny światowej zbiegł do Wilna, w 1940 wyemigrował do Mandatu Palestyny, gdzie po przybyciu wstąpił w szeregi Hagany. Od 1941 do 1946 był szefem personelu krajowego, w 1946 został członkiem Żydowskiej Rady Narodowej oraz Zgromadzenia Reprezentantów. W 1945 i 1947 wchodził w skład Agencji Żydowskiej, która kierowała nielegalnym departamentem imigracyjnym, od 1946 stał na czele europejskiego oddziału politycznego Agencji Żydowskiej. Podczas operacji „Agatha” (29 czerwca 1946) Mosze Sneh był na liście osób, które miały zostać aresztowane, ale udało mu się wyjechać do Paryża. Po publikacji przez ONZ planu podziału ziem palestyńskich radykalnie zmienił poglądy polityczne, co doprowadziło go do opuszczenia Agencji Żydowskiej. W 1948 był jednym z założycieli partii Mapam, został zastępcą redaktora partyjnej gazety „Al Ha-Miszmar” i pełnił tę funkcję przez pięć lat. W 1949 został wybrany do pierwszego składu Knesetu, w 1951 ponownie go wybrano, ale w 1953 stanął na czele ugrupowania Frakcja Lewicowa, które oddzieliła się od Mapam. Nowa partia istniała do listopada 1953, w 1954 Mosze Sneh przyłączył się do Komunistycznej Partii Izraela (Maki). Swoje przekonania polityczne zawarł w opublikowanej w tym czasie książce „Sikkumim ba-Sze'ela ha-Le'ummit: Le-Or ha-Marksizm-Leninizm”. Rok później z ramienia Maki startował i zasiadł w Knesecie, podczas kolejnych wyborów 1959 nie powtórzył tego sukcesu. Sześć tygodni po wyborach wszedł do Knesetu w miejsce Me’ira Wilnera. Po raz kolejny startował do Knesetu w 1965, ale nie został wybrany. Od 1965 do 1969 był redaktorem gazety codziennej „Kol Ha’am”.
Od 20 października 1933 był mężem Hanny Weinberg. Jego syn Efrajim (ur. 1944) również został politykiem.

## Publikacje
- „Sikkumim ba-Sze'ela ha-Le'ummit: Le-Or ha-Marksizm-Leninizm”, (1954)
- „Li-We'ajot ha-Komunizm, ha-Demokratja we-ha-Am ha-Jehudi: Raszej Perakim”, (1968)
- „Acharit ke-Reszit: Miwchar Dewarim 1967–72”, (1982)
- „Ketawim”, 4 tomy (1995–2000).

## Upamiętnienie
Sneh jest patronem ulicy w mieście Bat Jam.